# Galumna asiatica
Galumna asiatica är en kvalsterart som först beskrevs av Girshina 1981.  Galumna asiatica ingår i släktet Galumna och familjen Galumnidae. Inga underarter finns listade i Catalogue of Life.